# Lazar Samardžić
Lazar Vujadin Samardžić  (ur. 24 lutego 2002 w Berlinie) – serbsko-niemiecki piłkarz, grający na pozycji środkowego pomocnika we włoskim klubie Atalanta BC oraz w reprezentacji Serbii. Uczestnik Mistrzostw Świata 2022. 
Wychowanek Herthy Berlin, w swojej karierze grał również m.in. w RB Leipzig czy Udinese Calcio. Były młodzieżowy reprezentant Niemiec.